# Motto
Un motto è una frase, o una collezione di parole, intesa a descrivere le motivazioni o le intenzioni di un gruppo sociale o di un'organizzazione. Molte nazioni, università e altre istituzioni hanno un motto, così come i casati nobiliari.
I motti sono tradizionalmente in latino, ma possono essere anche in altre lingue, soprattutto nell'araldica moderna; ad esempio, il motto dell'Università delle Hawaii è in hawaiano, e quello di Nunavut è in inuktitut. Quando è sostenuto da umorismo, il motto può trasformarsi in freddura, destando ilarità, come nel caso del motto di spirito o facezia.

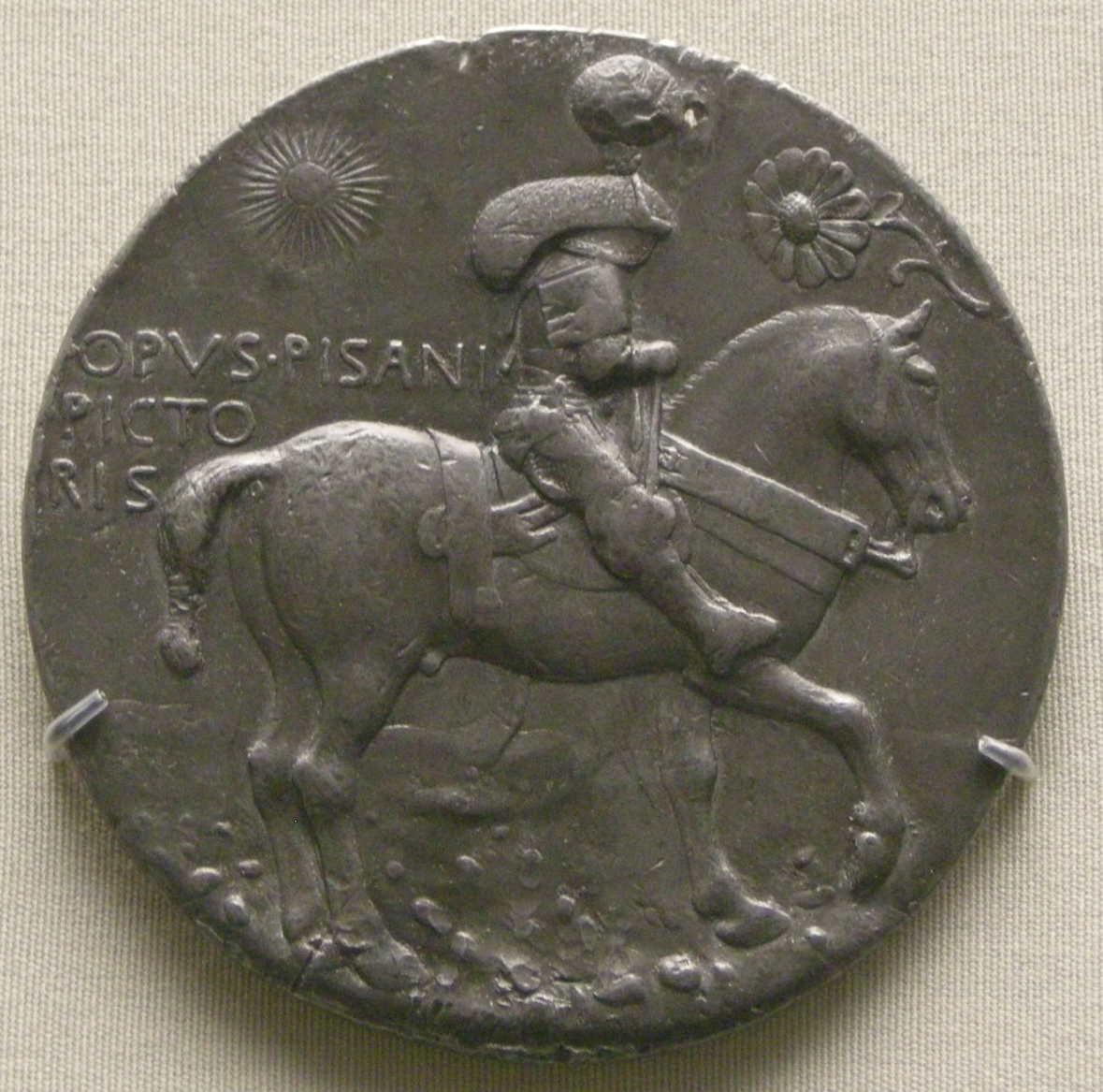
Pisanello, medaglia di Ludovico III Gonzaga, con la calendula (in alto a destra), una delle imprese più antiche dei Gonzaga.

## Motto, divisa, impresa e grido di guerra nello stemma
In araldica (anche delle forze armate), un motto è spesso raffigurato su uno stemma, tipicamente su un nastro posto al di sotto dello scudo (come ornamento esteriore di quest'ultimo).

### Motto
In questi ambiti, in prima approssimazione, si possono definire motti le brevi frasi che accompagnano gli stemmi (o armi) e alludono a eventi particolarmente importanti o a caratteristiche significative della famiglia o del personaggio o del corpo armato titolare dello stemma.
In base all'art. 109 dell'ultimo regolamento della Consulta araldica del Regno d'Italia, approvato con regio decreto 7 giugno 1943 n. 652 (pubblicato sulla Gazzetta Ufficiale del Regno d'Italia del 24 luglio 1943, n. 170, supplemento ordinario ed allegato al numero del luglio-dicembre 2008 della Rivista nobiliare): «I motti si scrivono sopra liste bifide e svolazzanti, smaltate come nel campo dello scudo e scritte con lettere maiuscole romane. Di regola si collocano sotto la punta dello scudo». Per il successivo art. 110: «Si rispettano le tradizioni storiche per i motti scritti con caratteri speciali e per i gridi d'armi». Infine per il successivo art. 111: «Nelle concessioni i motti saranno o italiani o latini, non scritti con lettere arcaiche».
Il motto di casa Savoia è FERT, di Cesare Borgia Aut Caesar aut nihil, dei Rothschild Concordia, integrità, industria, dei Luserna Lux in tenebris lucet.

Ragnatela, impresa di re Alfonso II re di Napoli

Blasonatura araldica dei Gonzaga successiva al 1530. Vi si riconosce la corona ducale sormontata dalla parola fides (fede) che si riferisce al titolo ducale concesso dall'imperatore Carlo V e la scritta in greco Olimpos (Olimpo) che si riferisce all'impresa dell'Olimpo di Federico II Gonzaga.

### Le Imprese

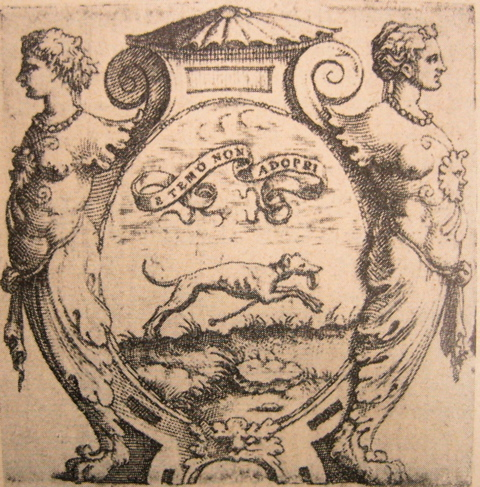
Impresa (motto) del cavaliere inglese Arrigo Lee, XVI secolo.

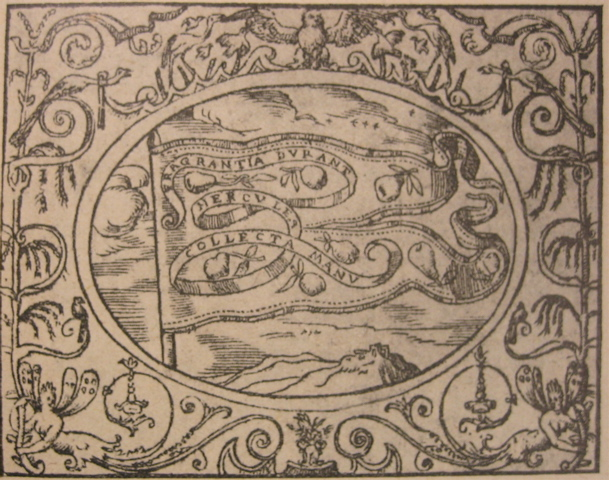
Impresa di Francesco Sforza, capitano generale della cavalleria pontificia (1548)

L'impresa (in araldica inglese detta "Badge" in quella francese "Devise") era costituita da motti, simboli, o simboli accompagnati da motti, usati in araldica per indicare servitù, o servizio militare, sotto una casa. Esse nascono sotto Edoardo terzo d'Inghilterra, per poi diffondersi nel corso dei secoli nel resto d'Europa: è riportato che Riccardo II, voleva eliminarli, Riccardo III nel 1483 ordinò la produzione di tredicimila immagini che rappresentavano la sua impresa, i soldati e i servi portavano i colori della livrea, con sopra le imprese.

Particolarmente diffuse in Gran Bretagna e Italia (meno in Polonia, Spagna e Germania) esse sono l'elemento dell'araldica sulle quali c'è più libertà,  tant'è che alcune imprese, sono tanto singolari da renderne complicata l'interpretazione. 

### Grido di guerra
Analoghi ai motti sono i gridi di guerra, detti anche gridi d'arme, costituiti da parole o brevi frasi che esortavano i combattenti in battaglia, e che sono scritti su listelli svolazzanti posti al di sopra dell'elmo o dello scudo.
Il grido di guerra trova la propria origine nei tornei e nelle giostre durante i quali gli araldi pronunciavano il grido di ciascun cavaliere al suo ingresso in campo onde egli fosse riconosciuto.
In battaglia lo si usava in segno di raccolta o di incitamento: in Italia SAVOIA, in Francia MONT JOIE, in Spagna SANTIAGO, i primi crociati DIEU LE VOLT.

L'impresa della colombina dei Visconti prima e degli Sforza poi

"Questo grido, dice il Ginanni, deve essere un motto conciso in una, due, o tre parole, posto in cima all'arme. Il Ménèstrier divide i gridi dell'arme in otto categorie, cioè di decisione, di risoluzione, di invocazione, di sfida, di combattimento, di esortazione, di gioia, di avvenimento e di raccolta. Il Crollalanza vi aggiunge ancora, molto opportunamente, il grido di protezione, di orgoglio, di amore e quello allusivo all'arme."

## Note

Cinghiale di Riccardo III, con sotto il suo motto Loyaulte me lie, ossia " la lealtà mi vincola"